# کودتای ۲۰۰۰ فیجی

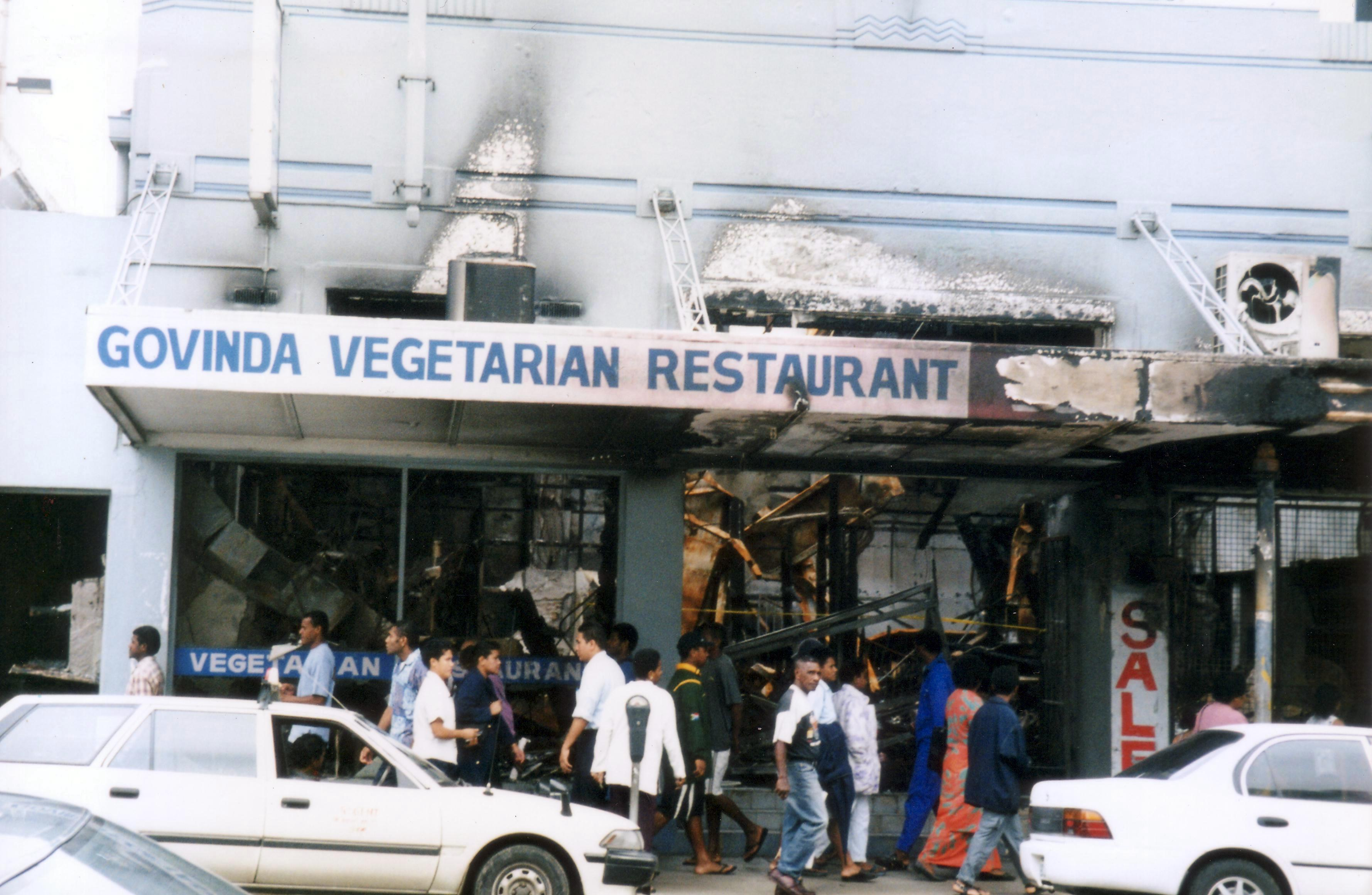
بقایای یک رستوران هندی که در جریان کودتای ۲۰۰۰ سوزانده شده

کودتای ۲۰۰۰ فیجی در ۱۹ مه رخ داد. هفت مرد مسلح نقاب‌دار ماهندرا چودهری، نخست‌وزیر فیجی، و پنجاه وزیر کابینه و نمایندهٔ پارلمان را در ساختمان پارلمان به مدت ۵۶ روز گروگان گرفتند. ماهندرا چودهری اولین نخست‌وزیر هندی‌تبار فیجی بود. مردان مسلح خود را نمایندهٔ بومیان فیجی می‌دانستند که اکثریت جمعیت را شکل می‌دادند ولی نسبت به هندیان فقیرتر بودند و به مشاغل دولتی و نظامی اشتغال داشتند (برخلاف هندیان شهرنشین که تجارت و بازار را در اختیار داشتند). مغازه‌های هندیان در سووا، پایتخت فیجی، غارت و سوزانده شد، و جورج اسپایت، ناسیونالیست بومی‌گرا، خود را رئیس‌جمهور موقت خواند و یک نمایندهٔ مخالف که در عرصهٔ سیاست تجربهٔ چندانی نداشت را به سمت نخست‌وزیر موقت منصوب کرد.

## یادداشت
1. ↑  Mahendra Chaudhry
2. ↑  George Speight